# کریتا
کریتا نرم‌افزاری آزاد برای طراحی و نقاشی دیجیتال است که از مد رنگی سی‌ام‌وای‌کا پشتیبانی می‌کند. از ویژگی‌های مهم این نرم‌افزار، توانایی نقاشی دامنه دینامیک بالا، پشتیبانی از خطوط راهنمای پرسپکتیو و دارا بودن فیلترهای هنری است. کریتا همچنین قابلیت طراحی به صورت برداری را به کاربر می‌دهد. این نرم‌افزار به عنوان گزینه‌ای برای جایگزینی فتوشاپ (و بعدها کرل پینتر) در دنیای نرم‌افزارهای آزاد است.
نام این نرم‌افزار قبل از ارائه KImageShop بود که بنابر قوانین آلمان باید به نام دیگری تغییر پیدا می‌کرد. بعد از اینکه نام کریون (به انگلیسی: Krayon) نیز به دلیل حق تکثیر رد شد، کریتا به عنوان نام نهایی برای آن انتخاب شد.

## برای مطالعهٔ بیشتر
- در مورد نرم‌افزار کریتا.